# 180P/NEAT
180P/NEAT, komet Jupiterove obitelji